# Trem mexicano

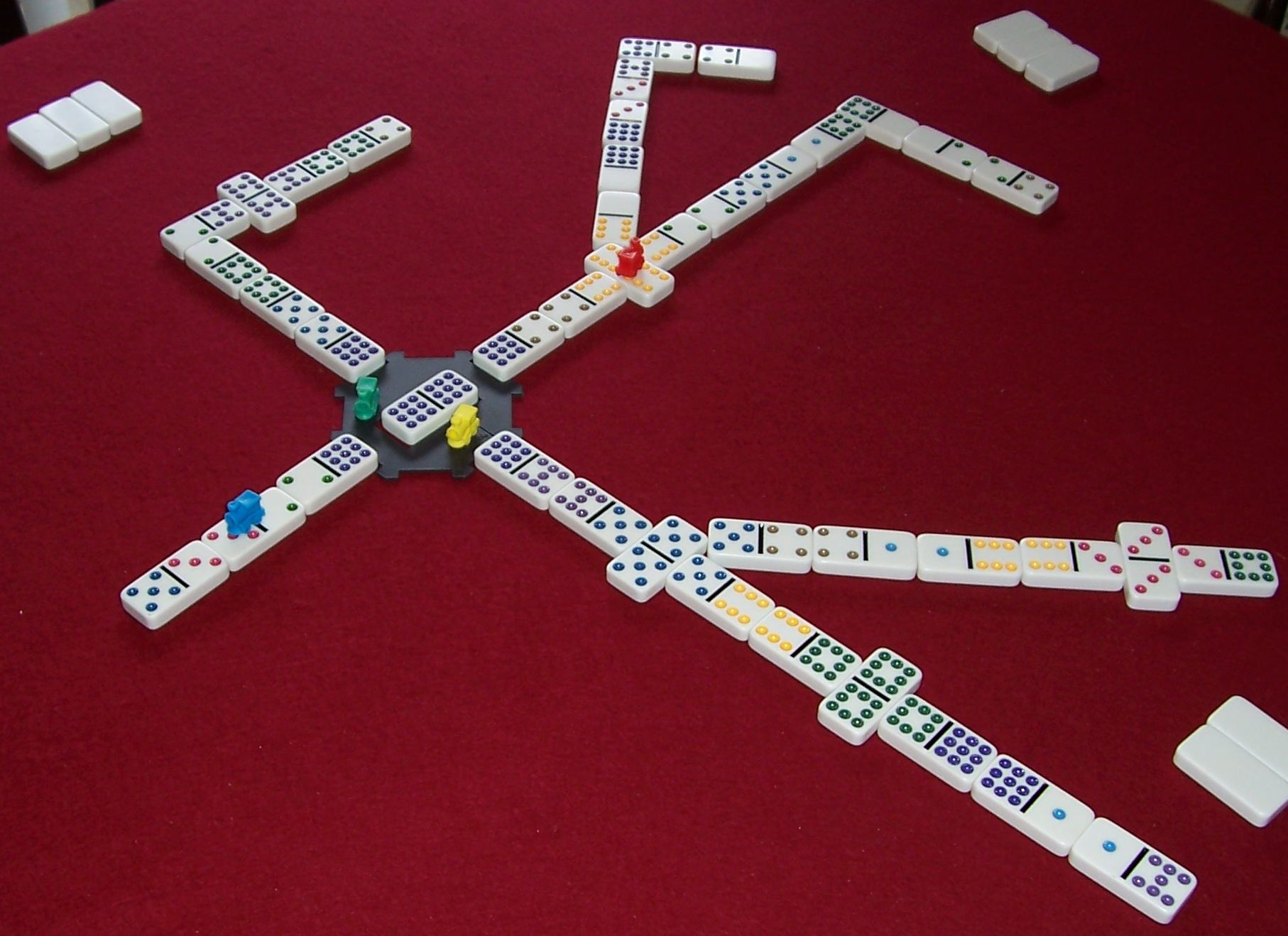
Um jogo típico de Trem Mexicano com a variação de duplos ramificados

Trem mexicano ou mexican train é um jogo de dominó. O objetivo do jogo é usar todas as pedras da mão em uma ou mais linhas, ou trens, que nascem de um eixo central ou "estação". O nome mais popular do jogo vem de um trem opcional especial que pertence a todos os jogadores. No entanto, o jogo pode ser jogado sem o trem mexicano; tais variantes são geralmente chamadas de "trens particulares" ou "trens dominó". Esse jogo tem semelhanças com o pé de galinha .

## Equipamento
Um conjunto de dominó duplo-12 é comercializado como padrão para o Trem Mexicano e acomoda até oito jogadores. Outros conjuntos também são comumente usados. Os seguintes conjuntos alternativos são comuns, dependendo do número de pessoas jogando:
- Duplo-6 (2 jogadores)
- Duplo-9 (2 a 8 jogadores)
- Double-15 (9 a 12 jogadores)
- Double-18 (13 jogadores)

Além do dominó, o jogo também requer:
- Uma ficha ou marcador para cada jogador
- Um espaçador especial, conhecido como "estação" ou "eixo", usado para espaçar uniformemente os trens ao redor da pedra central (opcional).
- Lápis e papel para marcar pontos

Muitos conjuntos de dominó incluem uma estação e fichas especiais em forma de trem para os marcadores, e jogos vendidos com uma "estação" central e fichas personalizadas estão disponíveis. No entanto, a peça da estação não é estritamente necessária, e qualquer coisa, desde moedas a fichas de pôquer, até mesmo pedaços de doces ou pedaços de papel, podem ser usados como marcadores.

## Objetivo
O objetivo de todos os jogos de trens é ser o primeiro jogador a terminar todas as suas pedras. As pedras podem ser colocadas no trem do jogador, no trem mexicano, se disponível, ou nos trens dos outros jogadores em circunstâncias especiais. A pedra do meio conta como o início de um trem de várias pedras de um jogador.

## Configuração
No início de cada rodada, as pedras são colocadas com a face para baixo, misturadas e compradas pelos jogadores para formar suas mãos. Usando o conjunto duplo-9, os jogadores compram a seguinte quantidade de pedras:
- 2-4 jogadores: 10 pedras cada
- 5-6 jogadores: 9 pedras cada
- 7–8 jogadores: 7 pedras cada

Usando o conjunto duplo-12, os jogadores compram a seguinte quantidade de pedras:
- 2-4 jogadores: 15 pedras cada
- 5-6 jogadores: 12 pedras cada
- 7 a 8 jogadores: 10 pedras cada

As pedras restantes são colocadas de lado, formando o "cemitério".

## Jogo
Com um conjunto padrão duplo-12, o duplo 12-12 é colocado na estação. Em cada rodada sucessiva, o próximo duplo inferior é usado até que todos os duplos sejam usados. O duplo 0-0 é a rodada final.
O jogo continua para a esquerda. Cada jogador coloca uma pedra por turno, ou dois se a primeira pedra do jogador foi um duplo. Se não conseguir, devem comprar uma pedra do cemitério. Se esta pedra servir, deve usá-la imediatamente.  Caso contrário, a vez do jogador acaba e o jogo continua para a esquerda, cada jogador tentando usar todas as suas pedras, jogando uma pedra de cada vez, de ponta a ponta.
Um trem pode ser tão longo quanto os jogadores puderem; ele só termina quando todos as pedras que poderiam corresponder na sua ponta final já tiverem sido jogadas. Como resultado, os trens podem se tornar muito longos, especialmente com um conjunto de dominó grande. É aceitável "dobrar" o trem 90 ° ou 180 ° para mantê-lo na superfície da mesa, contanto que isso não interfira nas extremidades dos outros trens.

### Trens públicos
Todos os trens começam o jogo como "públicos" e todos os jogadores podem jogar neles. Quando um jogador joga uma pedra em seu trem, ele se torna "privado". Quando um jogador compra uma pedra e não pode jogá-la, ele deve marcar seu trem como "público", colocando um marcador (ou ficha) em seu trem. Se for considerado que um jogador cometeu um erro estratégico, a pontuação mais alta daquela rodada é adicionada à sua.
Os jogadores têm a opção de jogar em seu próprio trem ou não, de jogar pedra em qualquer trem atualmente marcado como "público". Quando um jogador com um trem "público" adiciona uma pedra a ele, ele se torna "privado" novamente e não pode ser jogado exceto pelo proprietário do trem.

### O trem mexicano
O trem mexicano é um trem adicional onde qualquer pessoa pode jogar durante a sua vez. Eles podem iniciar o trem jogando uma pedra correspondente ao motor (ou seja, o duplo jogado no início da rodada) ou adicionar ao trem.

### Jogando os duplos
Quando um duplo é jogado, ele é colocado perpendicularmente no trem. Posteriormente, adicionar uma pedra ao duplo é chamado de "acabamento", "satisfazendo o duplo" ou "cobrindo o duplo".
O jogador que joga um duplo tem que jogar outra pedra em seguida ou seu trem se torna público e outro jogador tem que cobrir esse duplo antes que o jogo normal possa ser retomado.
Se um duplo permanecer inacabado após ter sido jogado, o trem se torna um trem "público". Nenhum outro trem pode ser adicionado por qualquer jogador até que alguém "cubra o duplo". O jogo passa para o próximo jogador que pode jogar legalmente neste trem (se o trem for deles, ou se eles podem jogar legalmente em trens "públicos"). Se não puderem "completar o duplo", devem comprar uma pedra e, se não puderem jogar no duplo, seu próprio trem se torna "público" também. O jogo continua assim até que alguém "cubra o duplo". Pedras com uma ponta branca ou o 0-0 são coringas. As pedras do trem mexicano podem terminar num duplo.
Ramificar os duplos como no pé de galinha é permitida como uma variante (consulte as variações abaixo).

### Pontuação
No final de cada rodada, o jogador que bateu recebe 0 pontos, enquanto todos os outros jogadores recebem a soma de todas as pontas de suas pedras na mão. A pessoa com menor pontuação após todas as 13 rodadas é o vencedor. Em caso de empate, a pessoa com mais rodadas de 0 pontos é a vencedora. (Se ainda houver empate, a pessoa com o menor total da rodada diferente de 0 é a vencedora).

### Parcerias
Com 4, 6 ou 8 jogadores, o jogo pode ser disputado em equipes de 2, com os parceiros sentados frente a frente. As regras são idênticas, exceto que o trem de um jogador e o trem do seu parceiro são considerados iguais (geralmente se estendem de lados opostos da estação) e, portanto, um jogador pode jogar em seu próprio lado ou no do seu parceiro, e nenhum dos lados se torna público até que nenhum dos parceiros possa jogar uma pedra. A pontuação também é feita em pares, com o jogador que bateu marcando zero para a sua equipe (mesmo que seu parceiro ainda tenha pedras na mão) e outras equipes somando suas pontuações para um placar de equipe.

### Elementos de estratégia
- Geralmente, é do interesse do jogador manter o seu trem privado. Ao tornar um trem público, o jogador permite que outros quebrem o impasse na continuação do seu trem, mas o jogador perde todas as outras opções, exceto de tentar jogar na ponta final do seu próprio trem.
- Embora os trens públicos ofereçam opções adicionais, o trem particular do jogador deve ser considerado primeiro. Os trens são geralmente públicos porque seus donos não puderam jogar neles; se a ponta final desse trem não mudar, seu dono não terá opções até que compre uma pedra para jogar nele.
- Um jogador pode escolher descartar pedras não combinadas nos trens públicos primeiro, antes de iniciar seu próprio trem, assim enganando os outros jogadores e fazendo-os acreditar que ele não consegue iniciar o seu trem.
- Se um ou mais jogadores jogaram em um trem público e o valor da ponta final dele mudou, jogue outra pedra que mude o valor da ponta final de volta ao seu valor original ou para um valor que os jogadores pareçam não possuir.
- Os jogadores devem sempre jogar se tiverem uma pedra possível. Eles não podem em nenhum momento segurá-la e passar e/ou comprar pedra por algum motivo estratégico.[3]
- Já que um jogador que joga um duplo sem complementá-lo no trem de outra pessoa não precisa marcar o seu próprio trem como público, é recomendado que os jogadores joguem duplos nos trens públicos sempre que possível. Não só este remove uma grande desvantagem de jogar um duplo sem complementá-lo, isso não mudará o valor da ponta daquele trem significando que seu dono provavelmente não será capaz de jogar nele, e outros jogadores têm que marcar seus trens como públicos se eles não poderem complementar o duplo. No entanto, jogar um duplo no trem de outro jogador dá a esse jogador e a todos os outros (se públicos) mais opções de jogada.

## Variações
Existem várias outras versões das regras do Trem Mexicano, variando o número de pedras compradas por cada jogador, as regras para se jogar os duplos ou o número de pedras que podem ser jogadas durante um turno. Por exemplo:

### Variação do jogo rápido
Depois que o duplo inicial foi colocado, os turnos são ignorados e cada jogador se concentra em fazer seu próprio trem o mais longo possível. Uma vez que todos tenham feito um trem tão longo quanto possível, o jogo passa a ter turnos, usando as regras citadas acima. Isso acelera o jogo, mas elimina algumas das estratégias do jogo em duplas.

### Variação do primeiro turno atrasado
Semelhante à variação de jogo rápida citada acima, em vez de simultaneamente, cada pessoa se reveza jogando o máximo possível de pedras em seu trem. Qualquer jogador que não possa jogar na sua primeira jogada deve comprar uma pedra e pode então começar sua primeira jogada ou passar a vez. Quando um jogador que passou a vez finalmente inicia o seu trem, ele pode jogar tantas pedras quanto puder conectar juntas. Depois de iniciar o trem, os jogadores só podem jogar uma pedra por vez, como de costume, a menos que joguem um duplo. Esta versão permite ao jogador guardar a sua sequência de pedras da "primeira jogada" para quando tiver oportunidade, em vez de ficar preso a todas as pedras desde o início.

### Variação dos duplos ramificados
Assim que um duplo tenha sido completado, os jogadores podem continuar a ramificar o duplo em mais duas direções, o que significa que o duplo terá pontas correspondentes em todas as quatro direções. Frequentemente, os jogadores gostam de inclinar essas ramificações em um ângulo de 45 graus para acomodar mais espaço para pedras subsequentes. Esta variante oferece aos jogadores mais opções e acelera o jogo.

### Variação do nado do cisne
Um jogador que pode jogar em seu próprio trem também pode jogar uma pedra em cada trem público subsequente no sentido horário. Cada trem público deve ser jogado para continuar desta maneira, e apenas uma pedra por trem pode ser jogada (a menos que um duplo deva ser concluído). Quando um jogador não puder jogar no próximo trem público, ou tiver chegado novamente em seu próprio trem, sua vez termina. Ao jogar em cada trem público, o jogador pode escolher jogar no trem mexicano ou pular este quando chegar sua vez, tornando a colocação do trem um tanto estratégica. Esta versão torna o jogo muito mais rápido.